# ديفيد ديفيز (لاعب كرة قدم)
ديفيد ديفيز (بالإنجليزية: David Davies)‏ (1 أكتوبر 1888 في المملكة المتحدة - ) هو لاعب كرة قدم بريطاني (وحمل سابقاً جنسية المملكة المتحدة لبريطانيا العظمى وأيرلندا) في مركز الهجوم. شارك مع منتخب ويلز لكرة القدم. أما مع النوادي، فقد لعب مع أولدهام أثلتيك وستوكبورت كونتي وشيفيلد يونايتد وكارديف سيتي ونادي ميلوول وTreharris Athletic Western F.C. ‏ وMerthyr Town F.C. ‏.

## وصلات خارجية
- دايفيد ديفيز على موقع قاعدة بيانات كرة القدم.إي يو (الإنجليزية)